# Liste der Bodendenkmäler in Ziemetshausen
Auf dieser Seite sind die Bodendenkmäler in dem schwäbischen Markt Ziemetshausen zusammengestellt. Diese Tabelle ist eine Teilliste der Liste der Bodendenkmäler in Bayern. Grundlage ist die Bayerische Denkmalliste, die auf Basis des Bayerischen Denkmalschutzgesetzes vom 1. Oktober 1973 erstmals erstellt wurde und seither durch das Bayerische Landesamt für Denkmalpflege geführt wird. Die folgenden Angaben ersetzen nicht die rechtsverbindliche Auskunft der Denkmalschutzbehörde.

## Bodendenkmäler in Ziemetshausen

### Bodendenkmäler in der Gemarkung Schellenbach
| Lage                    | Objekt                                     | Akten-Nr.     | Bild |
| ----------------------- | ------------------------------------------ | ------------- | ---- |
| Schellenbach (Standort) | Grabhügel vorgeschichtlicher Zeitstellung. | D-7-7729-0018 |      |
| Schellenbach (Standort) | Grabhügel vorgeschichtlicher Zeitstellung. | D-7-7729-0019 |      |
| Schellenbach (Standort) | Grabhügel vorgeschichtlicher Zeitstellung. | D-7-7729-0020 |      |
| Schellenbach (Standort) | Grabhügel vorgeschichtlicher Zeitstellung. | D-7-7729-0031 |      |

### Bodendenkmäler in der Gemarkung Schönebach
| Lage                                         | Objekt | Akten-Nr.     | Bild           |
| -------------------------------------------- | --- | ------------- | -------------- |
| Schönebach (Standort)                        | Siedlung der Bronzezeit. Siehe auch: Bronzezeit                                                                                        | D-7-7629-0062 |                |
| Schönebach (Standort)                        | Mittelalterlicher Burgstall. | D-7-7629-0103 |                |
| Schönebach St.-Leonhard-Straße 27 (Standort) | Mittelalterliche und frühneuzeitliche Befunde im Bereich der katholischen Kirche St. Leonhard in Schönebach und ihrer Vorgängerbauten. | D-7-7629-0106 | weitere Bilder |
| Schönebach (Standort)                        | Grabhügel vorgeschichtlicher Zeitstellung. Siehe auch: Hügelgrab                                                                       | D-7-7729-0017 |                |

### Bodendenkmäler in der Gemarkung Uttenhofen
| Lage                  | Objekt                                                                   | Akten-Nr.     | Bild |
| --------------------- | ------------------------------------------------------------------------ | ------------- | ---- |
| Uttenhofen (Standort) | Siedlungsfunde der römischen Kaiserzeit. Siehe auch: Römische Kaiserzeit | D-7-7729-0033 |      |

### Bodendenkmäler in der Gemarkung Ziemetshausen
| Lage                                                   | Objekt | Akten-Nr.     | Bild                     |
| ------------------------------------------------------ | --- | ------------- | ------------------------ |
| Ziemetshausen (Standort)                               | Burgstall des Mittelalters. Siehe auch: Burgstall, Mittelalter | D-7-7629-0052 | Burgstall D-7-7629-0052  |
| Ziemetshausen (Standort)                               | Frühmittelalterliche Abschnittsbefestigung. | D-7-7729-0021 |                          |
| Ziemetshausen (Standort)                               | Wallanlage vor- und frühgeschichtlicher Zeitstellung. | D-7-7729-0022 |                          |
| Ziemetshausen (Standort)                               | Mittelalterliche und frühneuzeitliche Befunde im Bereich von Schloss Seifriedsberg; Burgstall des Mittelalters. Siehe auch: Schloss Seifriedsberg                                                                                 | D-7-7729-0062 | weitere Bilder           |
| Ziemetshausen Schellenbacher Straße 2 (Standort)       | Frühneuzeitliche Befunde im Bereich der katholischen Wallfahrtskirche Unsere Liebe Frau (Maria Vesperbild) bei Vorderschellenbach. Siehe auch: Maria Vesperbild, Vorderschellenbach                                               | D-7-7729-0071 | weitere Bilder           |
| Ziemetshausen Bürgermeister-Haide-Straße 17 (Standort) | Mittelalterliche und frühneuzeitliche Befunde im Bereich der katholischen Pfarrkirche St. Petrus und Paulus in Ziemetshausen und ihrer Vorgängerbauten mit aufgelassenem Friedhof. Siehe auch: St. Peter und Paul (Ziemetshausen) | D-7-7729-0077 | weitere Bilder           |
| Ziemetshausen Friedhofstraße 20 (Standort)             | Frühneuzeitliche Befunde im Bereich des Friedhofs und der abgebrochenen Laurentiuskapelle im Osten des Friedhofs. | D-7-7729-0078 | Frühneuzeitliche Befunde |